# Majestic Bastille
Pour les articles homonymes, voir Majestic et Bastille.
Le Majestic Bastille est un cinéma indépendant d'Art et Essai situé au 4, boulevard Richard-Lenoir dans le 11e arrondissement de Paris, à côté de la place de la Bastille, de laquelle il tire son nom. Cette salle fait partie de la société Dulac Cinémas, ex-Les Écrans de Paris.

## Historique
Ouvert le 30 novembre 1933 sous le nom de Bastille-Palace, ce cinéma de quartier propose une salle de 500 places dotée d'un balcon. Dans les années 1960, il fait partie du circuit Henri Douvin, spécialisé dans les westerns puis, dans les années 1970, présente des péplums, des films d'action ou de série B. La salle est scindée en deux en septembre 1980 afin de proposer plusieurs films en même temps ; des films érotiques puis X y sont diffusés. Il finit par fermer le 1er décembre 1987, la façade se dégradant ensuite au fil des années.
Suivant l'inauguration de l'Opéra Bastille tout proche, le cinéma rouvre en 1995 pour projeter des films d'auteur ou à petits budgets, rebaptisé Majestic Bastille. Il possède deux salles (260 et 110 places) totalement rénovées en 2007, dont la plus grande offre un écran panoramique de 11 mètres de largeur,.

## Accès
Le Majestic Bastille est accessible par les lignes 1, 5 et 8 à la station Bastille ainsi que par de nombreuses lignes de bus.